# Ivo Rabanser

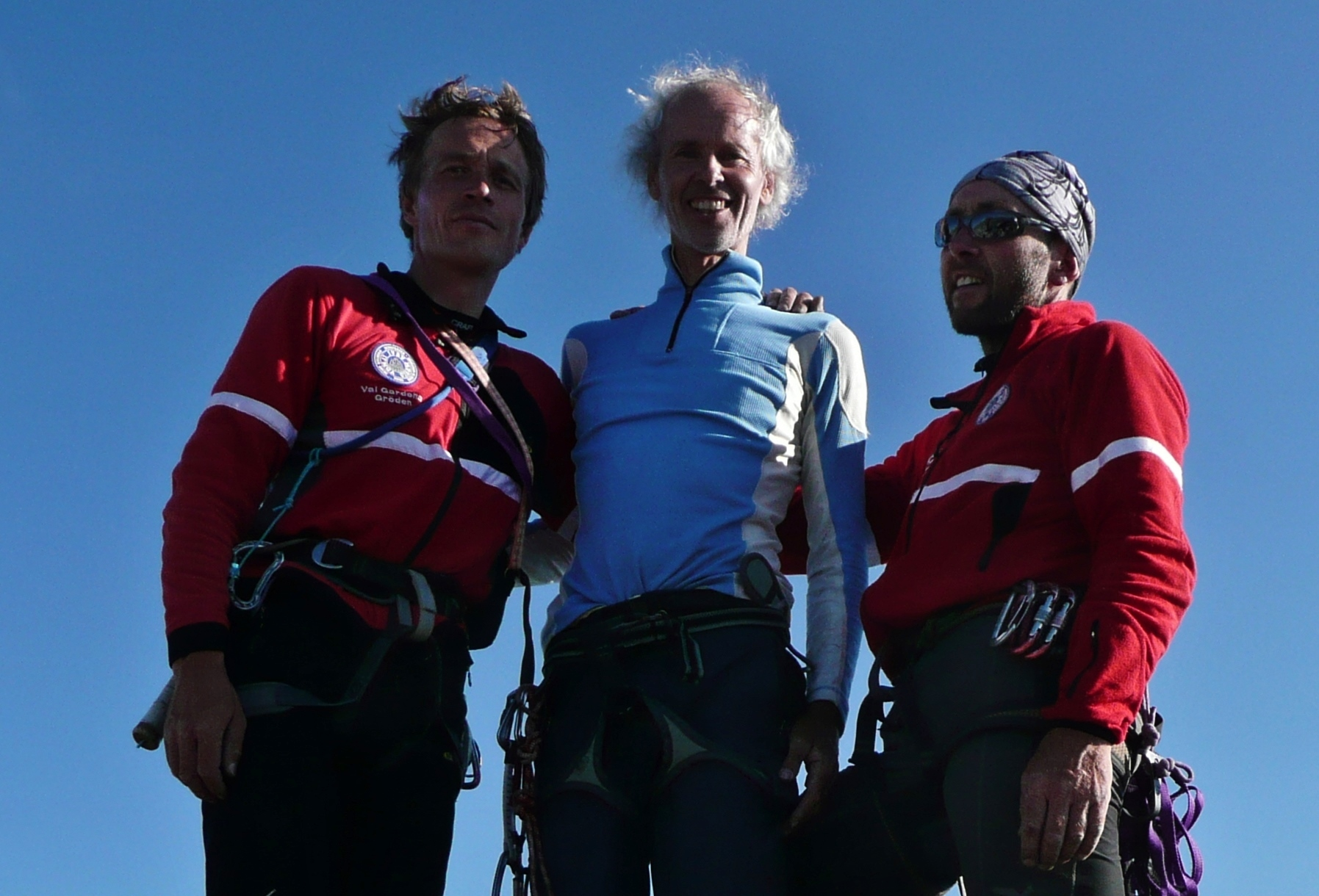
Nach der Erstbegehung des »Massarotto-Pfeiler« am Spiz di Lagunàz/Dolomiten (v. l. n. r: Ivo Rabanser, Heinz Grill und Stefan Comploi, 2011)

Ivo Rabanser (* 26. September 1970 in Bozen, Südtirol) ist ein italienischer Kletterer, Bergführer und Buchautor.

## Leben
Der in St. Christina in Gröden aufgewachsene Rabanser ist staatlich geprüfter Berg- und Skiführer, sowie im Ausbildungsteam der Südtiroler Berg- und Skiführer tätig. Zusammen mit seinen Kletterpartnern hat er über 150 Erstbegehungen durchgeführt, vornehmlich in den Dolomiten, darunter verschiedene große Wanddurchstiege, wie an der tausend Meter hohen Langkofel-Nordwand oder am entlegenen Spiz di Lagunàz.
Rabanser besuchte die Kunstschule in Wolkenstein/Gröden und absolvierte eine Ausbildung zum Holzschnitzer. Seine ersten Klettertouren gelangen ihm bereits im Sommer 1982. Im Herbst 1985 lernte er Stefan Comploi kennen, mit dem er Kletterfahrten in den Dolomiten, sowie an die etwa 100 Neutouren unternahm. Dazu kamen einige Solobegehungen und verschiedene erste Winterbegehungen. Neben seinen Grödner Seilpartnern kletterte Rabanser auch mit namhaften Alpinisten wie Richard Goedeke, Marco Furlani, Maurizio Giordani, Heinz Grill und Peter Habeler.
Rabanser hat mehrere Kletterführer und Skitourenführer über die Dolomiten verfasst sowie Publikationen über alpinhistorische Themen.

„Ivo Rabanser hat wie ich einen „klassischen“ Zugang zu den Dolomiten. Er hat nicht nur viele meiner Routen wiederholt und die „Klassiker“ erlebt, er ist im Geiste mit all jenen gestiegen, die den Dolomiten-Wegen Leben und Geschichte geben. Sein hintergründiges historisches Wissen über die Dolomiten-Erschließung sowie den Anspruch, die Charaktere der vielen Erstbegehern aufzuschlüsseln, bewundere ich ebenso wie seine Kletterkunst. Keiner kann besser als er nachempfinden und erzählen, was die Dolomiten in der Welt des Kletterns bedeuten.“

Armando Aste, einer der erfolgreichsten italienischen Alpinisten der Nachkriegszeit, bezeichnete Rabanser als den Bergsteiger, der seine Art des Alpinismus weitergetragen hat. Als Bergführer durchstieg Rabanser mit seinen Kunden zahlreiche anspruchsvolle Kletterrouten, sei es in den heimischen Dolomiten als auch in anderen Gebieten der Alpen. Eberhard Weiblen, Leiter der Porsche Consulting: »Von Ivo habe ich schon viel über Führung gelernt. Ivo ist in vielen Bereichen ein Vorbild für mich. Er ist ein Ästhet, er ist kreativ und hat Humor«.
Im Sommer 2019 wirkten Rabanser und Peter Habeler mit bei einer Filmdokumentation für Servus TV über Emilio Comici, italienische Kletterikone der 1930er Jahre.
Er lebt mit seiner Familie in St. Christina in Gröden.

## Alpinistische Leistungen
- 1986 – Erstbegehung der Route »L‘Nein« an der Mëisules dala Biesces/Sella (250 m, VI+)
- 1987 – Erstbegehung der »via Franz« an der Mëisules dala Biesces/Sella (350 m, VII)
- 1988 – Erstbegehung der »Maghi i Maghetsch« an der Mëisules dala Biesces/Sella (300 m, VII+)
- 1988 – Erste Winterbegehung der »via del calice« am Innerkoflerturm/Langkofel (500 m, VII)
- 1988 – Erste Winterbegehung der »Soldà« am Wesselyturm/Langkofel (350 m, VI+)
- 1989 – Erste Winterbegehung der »Soldà« am Zahnkofel/Langkofel (350 m, VI+)
- 1989 – Erste Winterbegehung der »Rossi« am Campidellturm/Sella (300 m, VI)
- 1989 – Erstbegehung der »Salame piccante« am Salame/Langkofel (350 m, VII)
- 1990 – Erstbegehung der »Luca Demetz« an der Steviola/Pùez (350 m, VII)
- 1991 – Erstbegehung der »Hypersalame« am Salame/Langkofel (350 m, VII+)
- 1991 – Erstbegehung der »Attrazione fatale« am Campidellturm/Sella (300 m, VII)
- 1991 – Erstbegehung der »Unendlichen Geschichte« am Langkofel (1000 m, V+)
- 1992 – Erstbegehung des »Stenico-Pfeiler« am Langkofel (900 m, VI)
- 1992 – Erstbegehung der Route »Monumento« am Nordturm des Langkofels (1050 m, VII)
- 1992 – Erstbegehung des »Weg der Freunde« am Ciastel de Chedul/Puez (450 m, VII)
- 1993 – Erste Winterbegehung des »Paolina-Pfeiler« am Langkofel (550 m, VI)
- 1993 – Erstbegehung des »Pilastro-Magno« am Langkofel (950 m, VI)
- 1993 – Erstbegehung des »Giovannini-Pfeiler« am Langkofel (900 m, VII)
- 1993 – Erstbegehung des »Riesenpfeiler in die Sonne« am Langkofel (1000 m, V+)
- 1993 – Erstbegehung des »Riga nera degli Accademici« am Nordpfeiler des Langkofels (750 m, VII)
- 1993 – Erstbegehung der »Venus-Direkten« an der Venusnadel/Langkofels (500 m, VI)
- 1994 – Erstbegehung des »Weg der Zeit« an der Furchetta/Geisler (800 m, VII)
- 1994 – Erstbegehung der Route »Zehn Jahre danach« an der Punta Maffei/Langkofel (350 m, VII/A1)
- 1995 – Erstbegehung der Route »Samuele« an der Torre Castiglioni/Langkofel (350 m, VII)
- 1996 – Erstbegehung der »Cunfinkante« am Kleinen Plattkofelturm/Langkofel (350 m, VII)
- 1996 – Erstbegehung der »Rabanser« an der Grohmannspitze/Langkofel (500 m, VII)
- 1997 – Erste Winterbegehung des »Messner« am Zahnkofel/Langkofel (250 m, V+)
- 1997 – Erstbegehung der Route »Hermann Buhl« am Mittelturm/Langkofel (950 m, VI)
- 1997 – Erstbegehung des »Tschucky-Pfeiler« am Langkofel (1050 m, VI)
- 1997 – Erstbegehung der Route »Prinzessin der Herzen« am Langkofel (1000 m, VII)
- 1998 – Erstbegehung der Route »via dla fauc« am Innerkofelturm/Langkofel (500 m, VII)
- 1998 – Erstbegehung der Route »Sipario« am Doppelturm/Langkofel (900 m, VII/A2)
- 1999 – Erstbegehung der Route »Gherdëina 2000« am Sass Pordoi/Sella (300 m, VII/A2)
- 2000 – Erste Winterbegehung des »Soldà« am Ersten Plattkofelturm/Langkofel (350 m, VI)
- 2000 – Erstbegehung der »via dla Ganes« an der Pala di Socorda/Rosengarten (500 m, VII)
- 2000 – Erstbegehung der »Rabanser/Andreotti« am Sass de Mesdi/Geisler (250 m, VII)
- 2001 – Erstbegehung der »Gotischen Linie« am Langkofel (950 m, VII/A1)
- 2001 – Erstbegehung des »Grödner-Pfeiler« am Rosengarten (300 m, VII/A1)
- 2002 – Erstbegehung des »Bergerac-Pfeiler« am Sass Ciampac/Pùez (500 m, VII+)
- 2002 – Erstbegehung der Route »L‘Cianton« am Dritten Sellaturm (450 m, VII)
- 2003 – Erste Winterbegehung des »Moroder« an der Rodelheilspitze/Sella (350 m, VII)
- 2003 – Erstbegehung der »via Filip« am Ciampanil de Val/Pùez (200 m, VII+)
- 2003 – Erstbegehung der Route »La Dlaceda« an der Großen Cirspitze/Pùez (200 m, VII+)
- 2004 – Erstbegehung der Route »Vint ani do« an der Mëisules dala Biesces/Sella (350 m, VII/A2)
- 2004 – Erstbegehung der »Wolfgang Stauder« am Sass Pordoi/Sella (300 m, VII)
- 2005 – Erste Winterbegehung des »Schrott/Abram« am Campidellturm/Sella (300 m, VII)
- 2005 – Erstbegehung der »Annetta Stenico« am Innerkoflerturm/Langkofel (450 m, VII/A2)
- 2005 – Erstbegehung der Route »Diamante« an der Mëisules dala Biesces/Sella (350 m, VII+/A3)
- 2005 – Erstbegehung der »Andrea Andreotti« am Zahnkofel/Langkofel (250 m, VII/A2)
- 2006 – Erstbegehung der »via Chiara« am Dreieckturm/Langkofel (450 m, VII/A2)
- 2007 – Erste Winterbegehung des »Battisti/Weiss« an der Pala della Ghiaccia/Rosengarten (350 m, VI+)
- 2007 – Erstbegehung der »Quelle des Vergessens« an der Pala della Ghiaccia/Rosengarten (350 m, VII+)
- 2007 – Erstbegehung der »German Runggaldier« am Vierten Sellaturm/Sella (350 m, VII+)
- 2008 – Erstbegehung der »Karl Unterkircher« am Großen Murfrëitturm/Sella (450 m, VI+)
- 2009 – Erstbegehung des »Zauberberg« Ciastel de Chedul/Pùez (450 m, VII+/A2)
- 2009 – Erstbegehung der »Maginot-Linie« an der Mëisules dala Biesces/Sella (450 m, VII+/A2)
- 2010 – Erstbegehung der »Minca« an der Mëisules dala Biesces/Sella (450 m, VIII/A2)
- 2010 – Erstbegehung der »Noza d‘Arjent« an der Stevia/Pùez (200 m, VII/A2)
- 2011 – Erstbegehung der »Ophelia« am Torre di Babele/Civetta (350 m, VII)
- 2011 – Erstbegehung des »Massarotto-Pfeiler« am Spiz di Lagunaz/Pala (1150 m, VII/A2)
- 2012 – Erstbegehung der »via Internazionale« an der Cima Immink/Pala (450 m, VII/A1)
- 2012 – Erstbegehung des »Pilastro di fronte« an der Pala di San Martino/Pala (750 m, VI)
- 2013 – Erstbegehung der Route »Samuele Scalet« am Croz dell’Altissimo/Brenta (900 m, VII+)
- 2013 – Erstbegehung der Route »Löwenmaul« an der Euringerspitze/Schlern (250 m, VII+)
- 2013 – Erstbegehung der »Manuel Moroder« am Langkofel (950 m, VI)
- 2013 – Erstbegehung der »Fräulein Else« an der Cima Immink/Pala (450 m, VIII-)
- 2014 – Erstbegehung der Route »Trent ani do« an der Cima Scotoni/Fanes (600 m, VII/A1)
- 2014 – Erstbegehung der »Saturno« der Piramide Armani/Vallaccia (400 m, VII+)
- 2014 – Erstbegehung der »Rabanser« am Zweiten Sellaturm/Sella (300 m, VII)
- 2015 – Erstbegehung der »Solstitium« an der Grohmannspitze/Langkofel (500 m, V+)
- 2016 – Erstbegehung der »Urano« an der Cima Undici/Vallaccia (600 m, VII+/A3)
- 2017 – Erstbegehung der »Sisyphos« am Nordpfeiler des Langkofels (750 m, VI+)
- 2017 – Erstbegehung der »Ciavazes-Integrale« am Piz Ciavazes/Sella (750 m, VII+/A1)
- 2018 – Erstbegehung der »Kreuzersonate« am Fiechtlturm/Sella (350 m, VII)
- 2019 – Erstbegehung der »Der Unerzogene« an der Pala di Socorda/Rosengarten (400 m, VII)
- 2019 – Erstbegehung der »via David« an der Cisles Odla/Geisler (350 m, VII)

## Ehrungen
- 1999 – Milano Montagna: Die 100 Großen des Alpinismus.
- 2004 – Premio ITAS: Cardo d’Argento – Auszeichnung für das Buch »Sassolungo. Le imprese e gli alpinisti«[8]
- 2006 – Grignetta d’oro: Sondererwähnung zusammen mit Maurizio Zanolla (Manolo) und Ezio Marlier.
- 2007 – Premio SAT für alpinistische Leistungen.[9]
- 2017 – Preis Silla-Ghedina für die beste Dolomiten-Neutour 2015: »Ciavazes-Integrale« in der Sella.[10]
- 2019 – Chiodo d’Oro Sosat: Auszeichnung für die langjährige Seilschaft Comploi/Rabanser/Faletti.[11]

## Publikationen
- Sassolungo. Dolomiti tra Gardena e Fassa. Guida die Monti d’Italia. Club Alpino Italiano/Touring Club Italiano, Mailand 2001, ISBN 88-365-2440-0.
- Sassolungo. Le imprese e gli alpinisti. Zanichelli Editore, Bologna 2003, ISBN 978-88-08-07705-9.
- Vie e Vicende in Dolomiti. Versante Sud, Mailand 2007, ISBN 978-88-87890-27-3.
- Dolomiten. Routen und Erlebnisse. Versante Sud, Mailand 2007, ISBN 978-88-87890-42-6.
- Civetta. Guida dei Monti d’Italia. Club Alpino Italiano/Touring Club Italiano, Mailand 2012, ISBN 978-3-596-70436-1.
- Le Dolomiti di Reinhold Messner - Le scalate preferite del leggendario alpinista. Athesia, Bozen 2013, ISBN 978-88-8266-895-2.
- Klettern in Arco - Sarcatal. Klassische und moderne Routen am Gardasee. Athesia, Bozen 2013, ISBN 978-88-8266-923-2.
- Best of Dolomiten - Die besten Klettereien in den Dolomiten. Panico Alpinverlag, Köngen 2018, ISBN 978-3-95611-085-6.
- Scialpinismo in Val Gardena. ViviDolomiti Edizioni, Belluno 2018, ISBN 88-99106-87-8.
- Skitourenführer Südtirol - Dolomiten. Panico Alpinverlag, Köngen 2020, ISBN 978-3-95611-121-1.
- Alpinkletterführer Sella total - Dolomiten Kletteratlas, Panico Alpinverlag, Köngen 2024, ISBN 978-3-95611-180-8.